# Aconitum piepunense
Aconitum piepunense är en ranunkelväxtart som beskrevs av Hand.-mazz.. Aconitum piepunense ingår i släktet stormhattar, och familjen ranunkelväxter. Utöver nominatformen finns också underarten A. p. pilosum.